# 長喙龍屬
長喙龍屬（屬名：Dolichorhynchops）是種海生爬行動物，屬於蛇頸龍目雙臼椎龍科，生存於白堊紀晚期的北美洲。屬名意為「具有長鼻的眼睛」，意指其眼睛的位置接近長口鼻部。

## 奧氏長喙龍

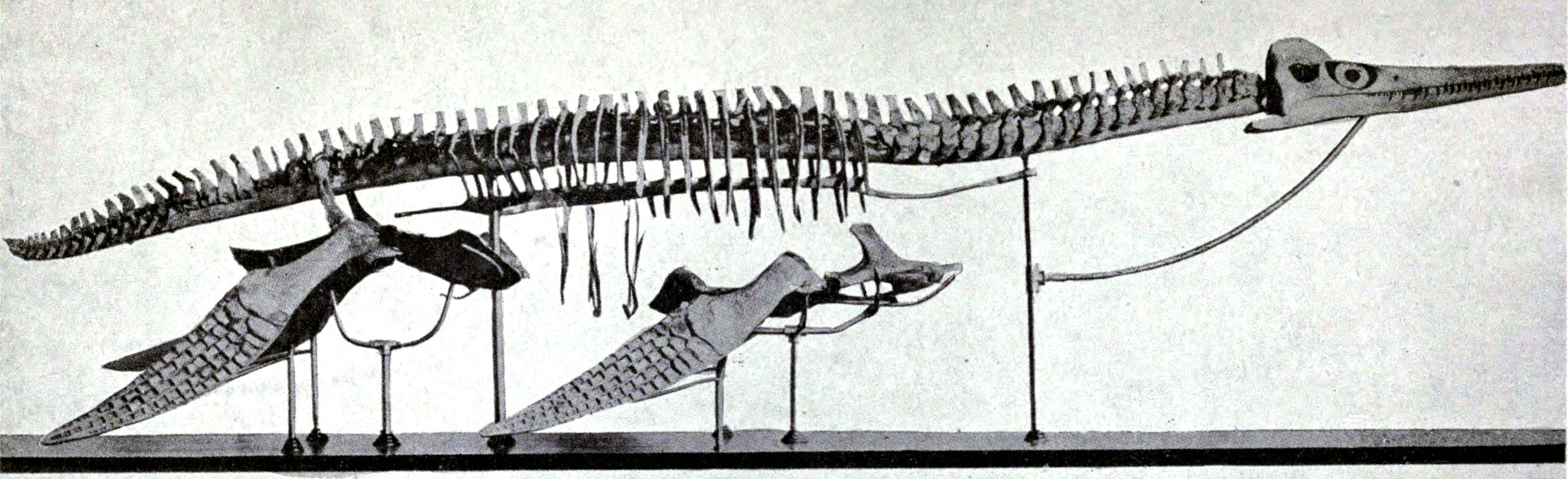
奧氏長喙龍的模式標本 - 堪薩斯大學自然歷史博物館

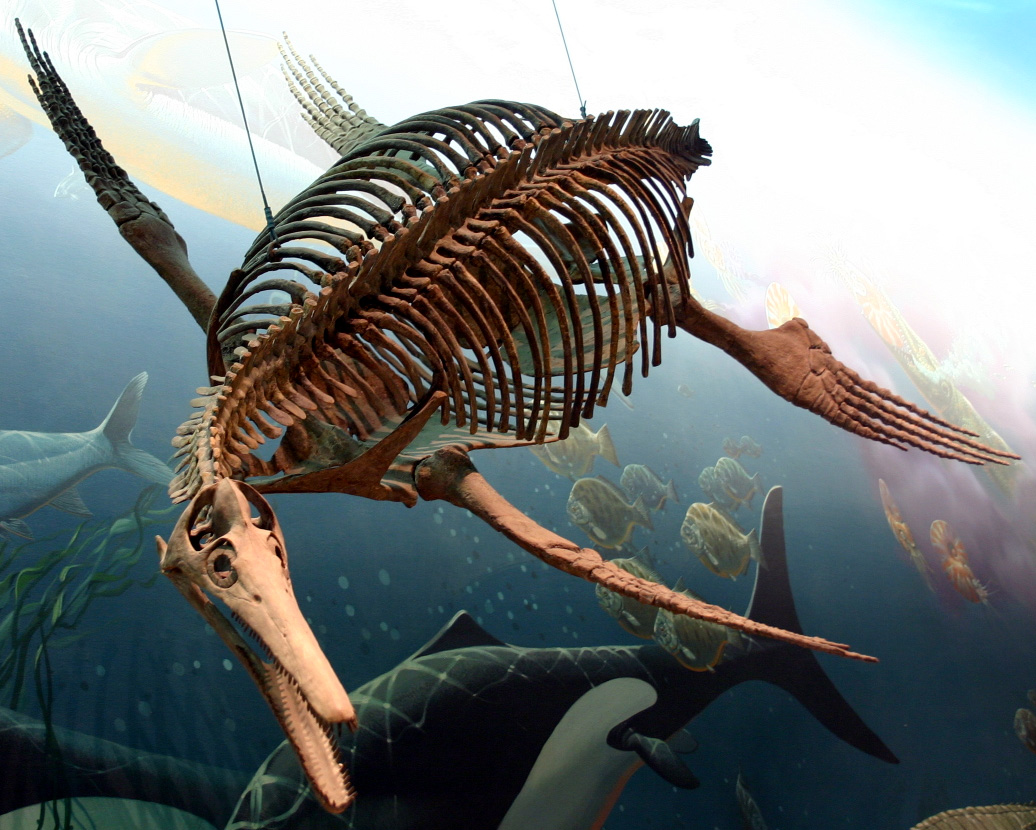
長喙龍的骨架 - 華聖頓自然歷史博物館

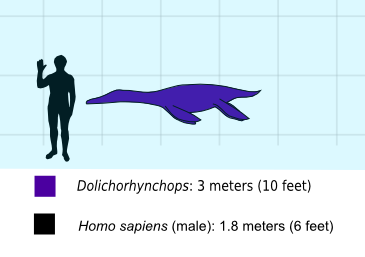
長喙龍與人類的體型相比

奧氏長喙龍的模式標本（編號KUVP 1300 （页面存档备份，存于））是在1900年發現，由喬治·史登柏格（George F. Sternberg）發現於堪薩斯州洛根縣的斯莫基希爾河白堊層。史登柏格與父親查爾斯·斯騰伯格（Charles H. Sternberg）將化石送到堪薩斯大學。化石由H.T. Martin與S.W. Williston處理並架設，並在1902年命名、敘述，名為奧氏長喙龍（D. osborni）。這個化石目前在堪薩斯大學自然歷史博物館展出中。
在1918年，查爾斯·斯騰伯格發現一個海王龍化石，其胃部區域 Archive.today的存檔，存档日期2012-06-29有個蛇頸龍類化石。在1922年，斯騰伯格簡述這個標本，然後被科學界長期遺忘，直到21世紀才被再度重視、研究。這個海王龍標本目前在華聖頓史密森尼博物館展出中。國家地理頻道在2007年製作的IMAX電影《海中巨怪》（Sea Monsters），即是以這個標本為故事的起點。
在1926年，斯騰伯格發現第二個奧氏長喙龍的標本，較不完整。斯騰伯格將這個化石拍了照片 （页面存档备份，存于），然後送到哈佛大學比較動物學博物館。
MCZ 1064 （页面存档备份，存于）但這個標本要到2004年才由F. R. O'Keefe完整的敘述。
奧氏長喙龍的最完整化石 （页面存档备份，存于）是在50年代早期發現，由Marion Bonner發現於洛根縣。該化石的長度只有約3公尺。頭骨雖然遭到擠壓變形，但整體狀態良好。該化石先後由斯騰伯格、Orville Bonner所研究。Orville Bonner當時將這個化石歸類於三尖股龍（Trinacromerum）的一個種。
在1997年，懷俄明州皮耳頁岩發現兩個大型雙臼椎龍科化石 （页面存档备份，存于）。在1997年，研究人員將兩個化石歸類於Trinacromerum bonneri。但在1996年，肯尼思·卡彭特（Kenneth Carpenter）研究雙臼椎龍科，提出長喙龍與Trinacromerum是不同的屬。這兩個化石因此改為長喙龍的一個種（D. bonneri），但這個種是否是獨立的種，或是奧氏長喙龍的大型個體，仍在爭議中。
奧氏長喙龍的化石大多出土於莫基希爾河白堊層。在2003年，一個奧氏長喙龍化石被發現於較下層的白堊層，年代屬於康尼亞克階晚期/桑托階。在2005年，堪薩斯州朱厄爾縣的Fort Hays石灰層發現一個奧氏長喙龍化石。

## 赫歇爾長喙龍
在2005年描述了新種赫歇爾長喙龍（D. herschelensis）。化石發現於加拿大薩克其萬省的Bearpaw組地層，這是一個晚白堊紀（晚坎潘階到馬斯垂克階）地層。化石發現地點接近薩克其萬省西南部的赫歇爾鎮，所以取名為赫歇爾長喙龍。這組地層包含砂岩、泥岩、頁岩，在白堊紀該地為西部內陸海道（Western Interior Seaway）。
赫歇爾長喙龍的模式標本的關節脫落、呈非天然狀態，化石散佈於挖掘基地內。頭顱骨、下頜、肋骨、骨盆、與肩胛骨都被挖掘出來，但脊椎並不完整，所以目前並不清楚長喙龍脊椎骨的正確數量。四肢都已失散，附近發現了9個小型指骨，以及少量的四肢骨頭，但不確定它們是否屬於赫歇爾長喙龍。
赫歇爾長喙龍的標本被認為是成年體。赫歇爾長喙龍被認為比奧氏長喙龍還小，有些未成年奧氏長喙龍的樣本比成年的赫歇爾長喙龍還大。假設赫歇爾長喙龍只有少數脊椎骨失散的話，牠們身長應為2.5到3公尺。牠們有細長的口鼻部，以及大量的齒槽。然而只有少數銳利牙齒被保存下來。